# Сімха-варман II
Сімха-варман II (там. இரண்டாம் சிம்மவர்மன்) — володар Паллавів.

## Життєпис
Повідомлення про нього дещо суперечливі. Низка дослідників ототожнюють його з Кумаравішну II. Проте є згадки, що він був сином Какутта-вармана. Тому припускають, що Сімха-варман II був молодшим співправителем Кумаравішну II і Вішнугопа II. Інші ж вважать, що Сімха-варман II і Нанді-варман I одна особа.
Стосовно часу панування тривають дискусії. За останніми відомостями це відбувалася у 470-х роках. Втім за попередніми гіпотезами в цей час панував Нанді-варман I. З огляду на це правління останнього переносять на століття вперед. Вів невдалі війни проти Шиви Мандгатрі, правителя Кадамби.
Можливо його сином був Сканда-варман IV.